# Mário Pinto
Mário Fernando de Campos Pinto GCIP • GOC • ComIH (Torre de Moncorvo, Torre de Moncorvo, 16 de janeiro de 1931) é um professor universitário (Universidade Católica Portuguesa) e político português, que entre outras funções foi deputado à Assembleia Constituinte (pelo PPD), à Assembleia da República e Ministro da República na Região Autónoma dos Açores.

## Biografia
Especialista em Direito do Trabalho, é professor catedrático da Faculdade de Ciências Humanas da Universidade Católica Portuguesa.
Nas eleições de 25 de abril de 1976, foi eleito deputado à Assembleia da República, pelo círculo eleitoral de Lisboa, novamente integrado nas listas do PPD.
A 3 de agosto de 1983, foi agraciado com o grau de Comendador da Ordem do Infante D. Henrique.
Foi Presidente do Conselho Nacional de Educação, entre 1988 e 1991.
A 26 de março de 1991, foi agraciado com o grau de Grande-Oficial da Ordem Militar de Cristo.
Foi Ministro da República para os Açores, de 1991 a 1997, sendo o primeiro civil a desempenhar o cargo.
A 2 de fevereiro de 2018, recebeu o título de Doutor Honoris Causa conferido pela Universidade Católica Portuguesa, UCP, em Lisboa.
A 29 de novembro de 2022, foi agraciado com o grau de Grã-Cruz da Ordem da Instrução Pública.
Recebe uma subvenção mensal vitalícia de 3491 euros desde 29 de fevereiro de 2000.